# Пришлин
46°13′ пн. ш. 15°40′ сх. д. / 46.21° пн. ш. 15.66° сх. д.
Пришлин (хорв. Prišlin) — населений пункт у Хорватії, у Крапинсько-Загорській жупанії у складі громади Хум-на-Сутлі.

## Населення
Населення за даними перепису 2011 року становило 430 осіб.
Динаміка чисельності населення поселення:

## Клімат
Середня річна температура становить 9,62 °C, середня максимальна – 23,34 °C, а середня мінімальна – -6,11 °C. Середня річна кількість опадів – 1094 мм.
| Клімат поселення                              | Клімат поселення | Клімат поселення | Клімат поселення | Клімат поселення | Клімат поселення | Клімат поселення | Клімат поселення | Клімат поселення | Клімат поселення | Клімат поселення | Клімат поселення | Клімат поселення | Клімат поселення |
| Показник                                      | Січ.             | Лют.             | Бер.             | Квіт.            | Трав.            | Черв.            | Лип.             | Серп.            | Вер.             | Жовт.            | Лист.            | Груд.            |                  |
| Середній максимум, °C                         | 5,42             | 7,14             | 11,06            | 15,41            | 20,22            | 23,34            | 23,24            | 22,72            | 18,87            | 13,72            | 8,23             | 4,16             |                  |
| Середня температура, °C                       | −0,34            | 1,36             | 5,30             | 9,64             | 14,46            | 17,58            | 19,33            | 18,80            | 14,94            | 9,82             | 4,34             | 0,26             |                  |
| Середній мінімум, °C                          | −6,11            | −4,4             | −0,45            | 3,89             | 8,70             | 11,82            | 15,42            | 14,90            | 11,03            | 5,89             | 0,40             | −3,66            |                  |
| Норма опадів, мм                              | 49               | 54               | 71               | 81               | 94               | 134              | 112              | 113              | 109              | 104              | 98               | 75               |                  |
| Середньомісячна швидкість вітру, м/с          | 1.62             | 1.82             | 2.16             | 2.15             | 2.07             | 1.87             | 1.80             | 1.62             | 1.55             | 1.63             | 1.74             | 1.70             |                  |
| Середньомісячна сонячна радіація, кДж/м²·день | 4065             | 6788             | 10422            | 14671            | 18638            | 20320            | 21035            | 18379            | 13611            | 8525             | 4481             | 3231             |                  |
| --------------------------------------------- | ---------------- | ---------------- | ---------------- | ---------------- | ---------------- | ---------------- | ---------------- | ---------------- | ---------------- | ---------------- | ---------------- | ---------------- | ---------------- |
| Джерело:                                      |                  |                  |                  |                  |                  |                  |                  |                  |                  |                  |                  |                  |                  |